# Chapungu United FC
Chapungu United FC ist ein simbabwischer Fußballverein aus Gweru.
Chapungu größter Erfolg war der nationale Pokalsieg 1995. Mit dem Erfolg qualifizierten sie sich für den African Cup Winners’ Cup 1996. Dort schieden sie bereits in der ersten Runde gegen den Simba SC aus. Weitere Erfolge waren der mehrmalige Aufstieg in die Zimbabwe Premier Soccer League, zuletzt 2013.

## Statistik in den CAF-Wettbewerben
| Wettbewerb                    | Runde    | Gegner   | Hinspiel | Rückspiel |  |
| ----------------------------- | -------- | -------- | -------- | --------- |  |
|                               |          |          |          |           |  |
| African Cup Winners’ Cup 1996 | 1. Runde | Simba SC | 0:1 (H)  | o/w       |  |